# HMS Dido (37)
HMS Dido (37) là một tàu tuần dương hạng nhẹ của Hải quân Hoàng gia Anh Quốc, là chiếc dẫn đầu của lớp tàu tuần dương mang tên nó được đưa ra phục vụ trong Chiến tranh Thế giới thứ hai. Nó đã tham gia nhiều hoạt động trong chiến tranh, chủ yếu là tại Mặt trận Địa Trung Hải; và sau chiến tranh được cho ngừng hoạt động vào năm 1947 và tháo dỡ vào năm 1958.

## Thiết kế và chế tạo
Dido được chế tạo bởi xưởng tàu Cammell Laird tại Birkenhead, Anh Quốc, được đặt lườn vào ngày 26 tháng 10 năm 1937. Nó được hạ thủy vào ngày 18 tháng 7 năm 1939 và được đưa ra hoạt động vào ngày 30 tháng 9 năm 1940.

## Lịch sử hoạt động

### Các hoạt động ban đầu
Sau khi các công việc trang bị sau cùng hoàn tất vào đầu tháng 11 năm 1940, Dido trở thành một đơn vị của Hải đội Tuần dương 15, được bố trí để phong tỏa những lối tiếp cận vịnh Biscay. Nhiệm vụ này là nhằm ngăn ngừa những cuộc đột kích mà thiết giáp hạm bỏ túi lớp Deutschland Admiral Scheer Đức Quốc xã có thể thực hiện. Vào tháng 3 năm 1941, nó hỗ trợ cho Chiến dịch Claymore, cuộc tấn công của lực lượng biệt kích Anh lên quần đảo Lofoten.

### Địa Trung Hải
Vào tháng 4 năm 1941, Dido được chuyển sang Mặt trận Địa Trung Hải để tăng cường cho hạm đội trú đóng tại Alexandria. Sang tháng 5, nó tham gia hộ tống các đoàn tàu vận tải từ Alexandria đi đến Malta. Vào ngày 29 tháng 5, cả Dido lẫn tàu tuần dương Orion đều bị hư hại đáng kể bởi bom Đức sau khi đổ quân đến Sphakia và Heraklian tại Crete. Đến tháng 6, nó nằm trong thành phần lực lượng đặc nhiệm của Chuẩn đô đốc Halifax, một phần của Lực lượng Hồng Hải có nhiệm vụ tái chiếm cảng Asseb, vốn còn bao gồm một tàu vận tải chuyển quân, một tàu buôn tuần dương vũ trang và hai tàu xà-lúp Ấn Độ. Sáng sớm ngày 11 tháng 6, dưới sự che chở của bóng đêm, hai xuồng máy mỗi chiếc chở 30 người thuộc Trung đoàn Punjab, tiến vào cảng dưới sự che chở của một đợt ném bom và hỏa lực bắn qua mạn tàu của Dido.

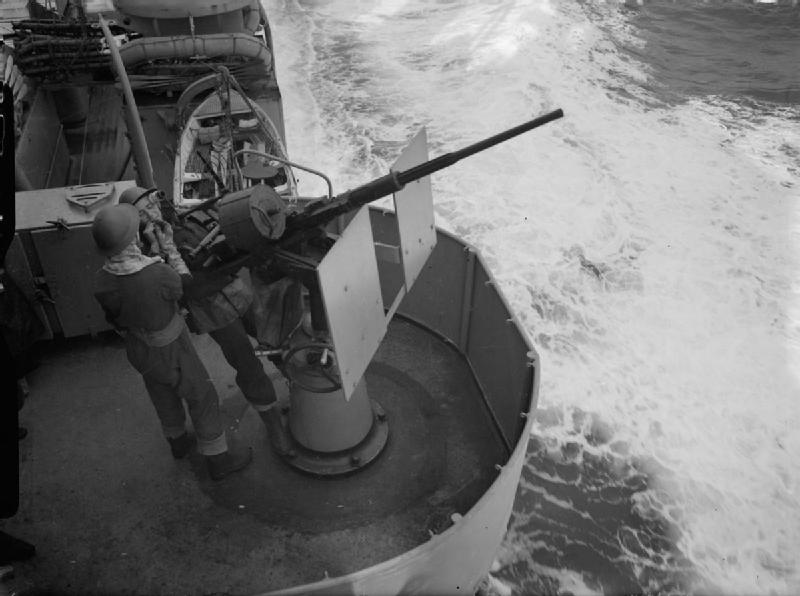
Một pháo thủ khẩu đội Oerlikon 20 mm trên Dido đang nghỉ ngơi giữa hai đợt tấn công ném bom tại Đông Địa Trung Hải, tháng 1 năm 1942.

Binh lính đổ bộ mà không gặp hỏa lực kháng cự đáng kể nào; và trong thực tế hai viên tướng Ý bị bắt giữ khi còn đang mặc quần áo ngủ. Đến 06 giờ 00, lực lượng đặc nhiệm tiến vào Asseb, cảng cuối cùng mà Ý chiếm đóng tại Hồng Hải. Vào tháng 7 năm 1941, chiếc tàu tuần dương đi Simonstown thuộc Nam Phi để sửa chữa, và đã vào ụ tàu Selborne. Sau đó nó rút lui về Durban để được sửa chữa thêm. Ngày 15 tháng 8, nó lên đường đi Hoa Kỳ, và được tái trang bị tại Xưởng hải quân Brooklyn. Đến tháng 12, nó quay trở lại Địa Trung Hải tham gia hộ tống các đoàn tàu vận tải đi từ Alexandria đến Malta.
Trong tháng 1-tháng 2 năm 1942, Dido hộ tống các đoàn tàu vận tải hướng đến Malta. Vào ngày 20 tháng 3, nó cùng con tàu chị em Euryalus và sáu tàu khu trục đã tiến hành bắn phá đảo Rhodes; rồi sau đó nó được huy động vào việc hộ tống một đoàn tàu vận tải, bao gồm tàu tiếp liệu phụ trợ HMS Breconshire đang chất đầy 5.000 tấn Mỹ (4.500 t) nhiên liệu quý giá, chiếc SS Clan Campbell vốn bị bom làm hư hại trong chuyến vận tải trước đây, chiếc Pampas và chiếc Talabot của Na Uy chất đầy đạn dược. Dưới sự chỉ huy chung của Đô đốc Philip Vian, hoạt động đưa đoàn tàu vận tải đến được Malta sau này được gọi là "Trận Sirte thứ hai". Trong tổng số 26.000 tấn Mỹ (24.000 t) hàng hóa vận chuyển bởi bốn con tàu, chỉ có 5.000 tấn Mỹ (4.500 t) cuối cùng đến được Malta.
Vào ngày 19 tháng 7, Dido và Euryalus cùng các tàu khu trục Jervis, Javelin, Pakenham và Paladin đã bắn phá Mersa Matruh. Ngày 18 tháng 8, Đại tá thuyền trưởng H. W. U. McCall đưa Dido đến Massawa để sửa chữa những hư hại do bom phía đuôi tàu. Vì vào lúc đó Dido có ý nghĩa 25% lực lượng hạm tàu nổi Anh tại Đông Địa Trung Hải, nó cần được sửa chữa càng nhanh càng tốt. Ụ tàu duy nhất hoạt động tại Massawa không đủ lớn để chứa toàn bộ chiếc tàu tuần dương, nó chỉ được cho nổi lên một phần phía đuôi, để lại phần mũi tàu ngập sâu trong nước. Sáu ngày sau, Dido rời ụ tàu quay trở lại chiến trường bên cạnh Euryalus, Cleopatra và Sirius.
Vào ngày 19 tháng 9, Dido cùng các tàu khu trục Jervis, Javelin, Pakenham và Paladin một lần nữa bắn phá khu vực Daba tại Ai Cập. Trong tháng 11 năm 1942, Dido, Arethusa và Euryalus cùng mười tàu khu trục di chuyển từ Alexandria đến Malta cùng một đoàn tàu vận tải chở hàng tiếp liệu; cho dù phải chịu đựng những cuộc không kích nặng nề của Đức, đoàn tàu vận tải gồm bốn chiếc đã đến được Malta một cách kỳ diệu, với sự kiện này hòn đảo được xem là đã hoàn toàn được giải vây. 

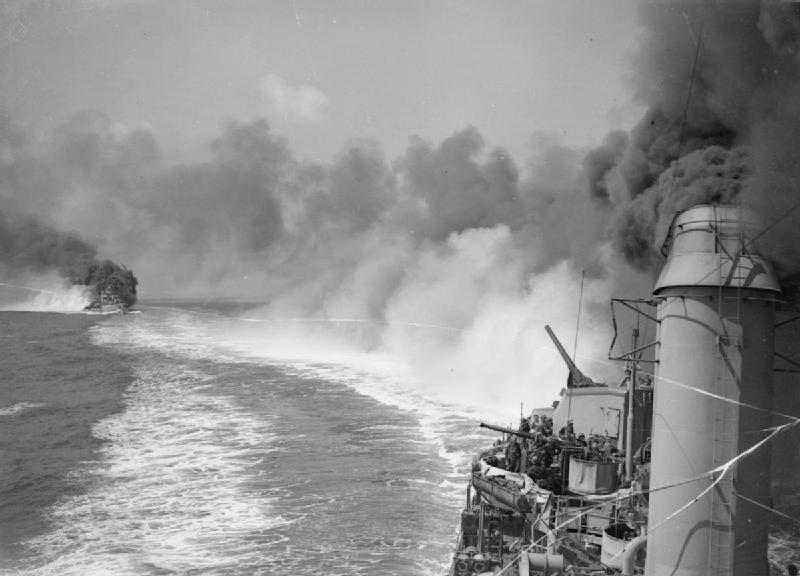
Ảnh chụp từ tàu khu trục Mỹ MacKenzie trong đợt bắn phá các mục tiêu của đối phương phía Tây Gaeta, Italy do Dido tiến hành để hỗ trợ lục quân.

Vào tháng 4 năm 1943, Dido đặt căn cứ tại Algiers, nhưng nó quay về Anh cho một đợt tái trang bị cần thiết. Vào tháng 7, nó quay trở lại Địa Trung Hải trong thành phần Lực lượng Hỗ trợ Dự bị cho việc Đồng Minh tấn công đổ bộ xuống Sicilia. Sang tháng 8, nó tiến hành bắn phá các cầu trong vịnh Eufemia tại Calabria hỗ trợ cho Tập đoàn quân 8 tại Sicilia. Đến tháng 9, nó tham gia vào việc đổ bộ Sư đoàn 1 Nhảy dù xuống Taranto.
Từ tháng 1 đến tháng 3 năm 1944, Dido được giao nhiệm vụ hỗ trợ cho lực lượng đổ bộ lên Anzio. Trong tháng 5 và tháng 6, nó bắn phá các mục tiêu của đối phương trong vịnh Gaeta hỗ trợ cho lục quân. Đến tháng 8, nó hỗ trợ hỏa lực cho Chiến dịch Dragoon, cuộc đổ bộ lực lượng Đồng Minh lên bờ biển Địa Trung Hải miền Nam nước Pháp giữa Cannes và Toulon.

### Biển Bắc Cực
Vào tháng 10 năm 1944, Dido được gửi đến khu vực biển Bắc Cực hộ tống các đoàn tàu vận tải đi đến Nga. Đến tháng 11, nó hộ tống cho chiếc tàu sân bay Implacable ngoài khơi Na Uy tấn công một đoàn tàu vận tải Đức đang hướng về phía Nam tại khu vực Mosjoen, phía Bắc đảo Namsos. Vào tháng 5 năm 1945, Dido lên đường đi đến Copenhagen, nơi mà tàu tuần dương hạng nặng Prinz Eugen cùng tàu tuần dương hạng nhẹ Nürnberg của Đức đang nằm chờ đợi để đầu hàng; nó đã hộ tống chúng đi đến Wilhelmshaven.

### Sau chiến tranh
Từ tháng 3 đến tháng 8 năm 1946, Dido giữ lại tháp pháo 5,25 in (133 mm) thứ năm ở vị trí "Q" khi trải qua đợt tái trang bị. Cho dù còn mới, lớp tàu tuần dương này bị xem là quá chật chội và không đủ độ ổn định để gắn thêm thiết bị mới. Vào tháng 9 năm 1946, nó gia nhập Hải đội Tuần dương 2. Đến tháng 10 năm 1947, chiếc tàu tuần dương được đưa về lực lượng dự bị tại Gareloch. Năm 1951, Dido được chuyển đến Hạm đội Dự bị Portsmouth. Đến tháng 11 năm 1956, Dido và Cleopatra được thay thế bởi thiết giáp hạm Vanguard trong vai trò đội soái hạm của Hạm đội Dự bị. Nó bị tháo dỡ vào ngày 16 tháng 7 năm 1958 bởi hãng Thomas W. Ward Ltd. tại Barrow-in-Furness, Cumbria, Anh Quốc.
Huy hiệu của Dido hiện vẫn đang được trưng bày trên tường của ụ tàu Selborne tại Simonstown, Nam Phi.